# Akira Kurosawa
Akira Kurosawa (黒澤 明 Kurosawa Akira) (n. 23 martie 1910, Ōi⁠(d), prefectura Tokyo⁠(d), Japonia – d. 6 septembrie 1998, Seijō⁠(d), Tokyo, Japonia) a fost un important regizor, producător și scenarist japonez, considerat unul dintre cei mai de valoare artiști din țara sa, și printre numele mari ale cinematografiei universale.

## Biografie
Primul său film, datând din 1943, este "Sugata Sanshiro" (姿三四郎) iar ultimul, din 1993, la distanță de exact o jumătate de secol, este "Madadayo" (まあだだよ, Încă nu!). După moartea lui, Takashi Koizumi a realizat filmul "Ame agaru" (雨あがる, După ploaie) în care scenariul și dialogurile erau scrise de Kurosawa.
Printre multele premii care i-au fost acordate se numără Leul de Aur (la Expoziția Internațională de Artă cinematografică de la Veneția în 1951 pentru Rashômon), Legion d'Honneur și un Oscar for Lifetime Achievement.

## Filmografie
- 1940 - Calul (馬 / Uma), nemenționat, în colaborare cu Kajirô Yamamoto
- 1943 - Legenda judo-ului (姿三四郎 / Sugata Sanshirō)
- 1944 - Cea mai frumoasă (一番美しく / Ichiban utsukushiku)
- 1945 - Legenda judo-ului 2 (続姿三四郎 / Zoku Sugata Sanshirō)
- 1945 - Cei care calcă tigrul pe coadă (虎の尾を踏む男達 / Tora no o wo fumu otokotachi)
- 1946 - Nu regret tinerețea (わが青春に悔なし / Waga seishun ni kuinashi)
- 1946 - O duminică minunată (素晴らしき日曜日 / Subarashiki nichiyōbi)
- 1948 - Îngerul beat[15] (酔いどれ天使 / Yoidore tenshi)
- 1949 - Duelul tăcut (静かなる決闘 / Shizukanaru kettō)
- 1949 - Câinele vagabond (野良犬 / Nora inu)
- 1950 - Scandal (醜聞 / Sukyandaru / Shūbun)
- 1950 - Rashomon (羅生門 / Rashōmon)
- 1951 - Idiotul (白痴 / Hakuchi)
- 1952 - A trăi (生きる / Ikiru)
- 1954 - Cei șapte samurai (七人の侍 / Shichinin no samurai)
- 1955 - Ikimono no kiroku (生きものの記録 / Ikimono no kiroku)
- 1957 - Tronul însângerat (蜘蛛巣城 / Kumonosu-jō)
- 1957 - Azilul de noapte (どん底 / Donzoko)
- 1958 - Fortăreața ascunsă (隠し砦の三悪人 / Kakushi toride no san akunin)
- 1960 - Escrocii dorm în pace (悪い奴ほどよく眠る / Warui yatsu hodo yoku nemuru)
- 1961 - Yojimbo (用心棒 / Yōjinbō)
- 1962 - Sanjuro (椿三十郎 / Tsubaki Sanjūrō)
- 1963 - Cerul și iadul (天国と地獄 / Tengoku to jigoku)
- 1965 - Barbă Roșie (赤ひげ / Akahige)
- 1970 - Dodes'ka-den (どですかでん / Dodesukaden)
- 1975 - Vânătorul din taiga (Dersu Uzala) (デルス・ウザーラ / Derusu Uzāra)
- 1980 - Kagemusha (影武者 / Kagemusha)
- 1985 - Ran (乱 / Ran)
- 1990 - Vise (夢 / Yume)
- 1991 - Rapsodie în august (八月の狂詩曲 / Hachigatsu no rapusodī / Hachigatsu no kyōshikyoku)
- 1993 - Madadayo (まあだだよ / Mādadayo)

Titlurile românești sunt conform celor din posterele românești și din bibliografie.

## Premii și distincții
- 1947: Premiul Mainichi pentru cel mai bun regizor pentru filmele One Wonderful Sunday și No Regrets for Our Youth[18]
- 1965: Premiul Kinema Junpo pentru cel mai bun regizor pentru filmul Barbă Roșie[19]
- 1980: Premiul Mainichi pentru cel mai bun regizor pentru filmul Kagemusha[20]
- 1985: Premiul Mainichi pentru cel mai bun regizor pentru filmul Ran[21]

## Legături externe
- Akira Kurosawa la Internet Movie Database
- Senses of Cinema: Great Directors Critical Database
- Profile at Japan Zone
- Akira Kurosawa Database Arhivat în 24 ianuarie 2007, la Wayback Machine.
- Bohème Magazine Arhivat în 27 septembrie 2007, la Wayback Machine. Ikiru: The Art of Living
- Japanese Film - Kurosawa
- Great Performances: Kurosawa (PBS) Arhivat în 24 ianuarie 2007, la Wayback Machine.
- Akira Kurosawa News and Information